# Ourapteryx inspersa
Ourapteryx inspersa là một loài bướm đêm trong họ Geometridae.

## Hình ảnh

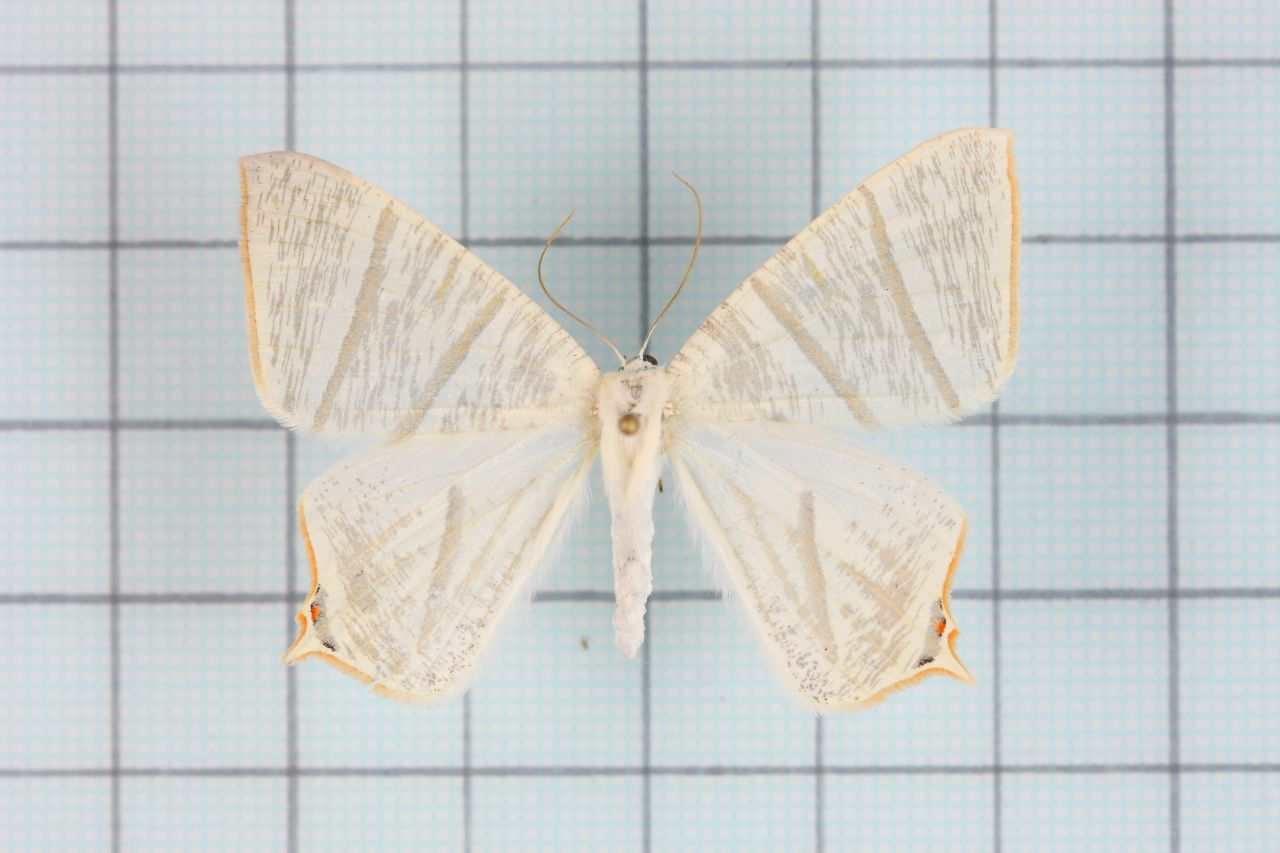
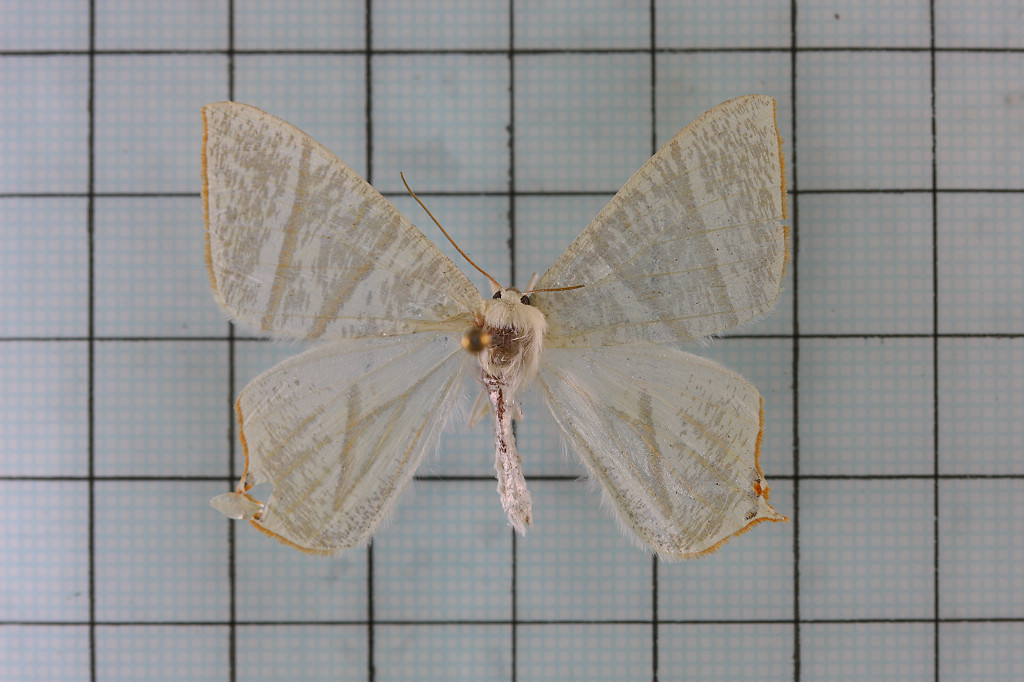
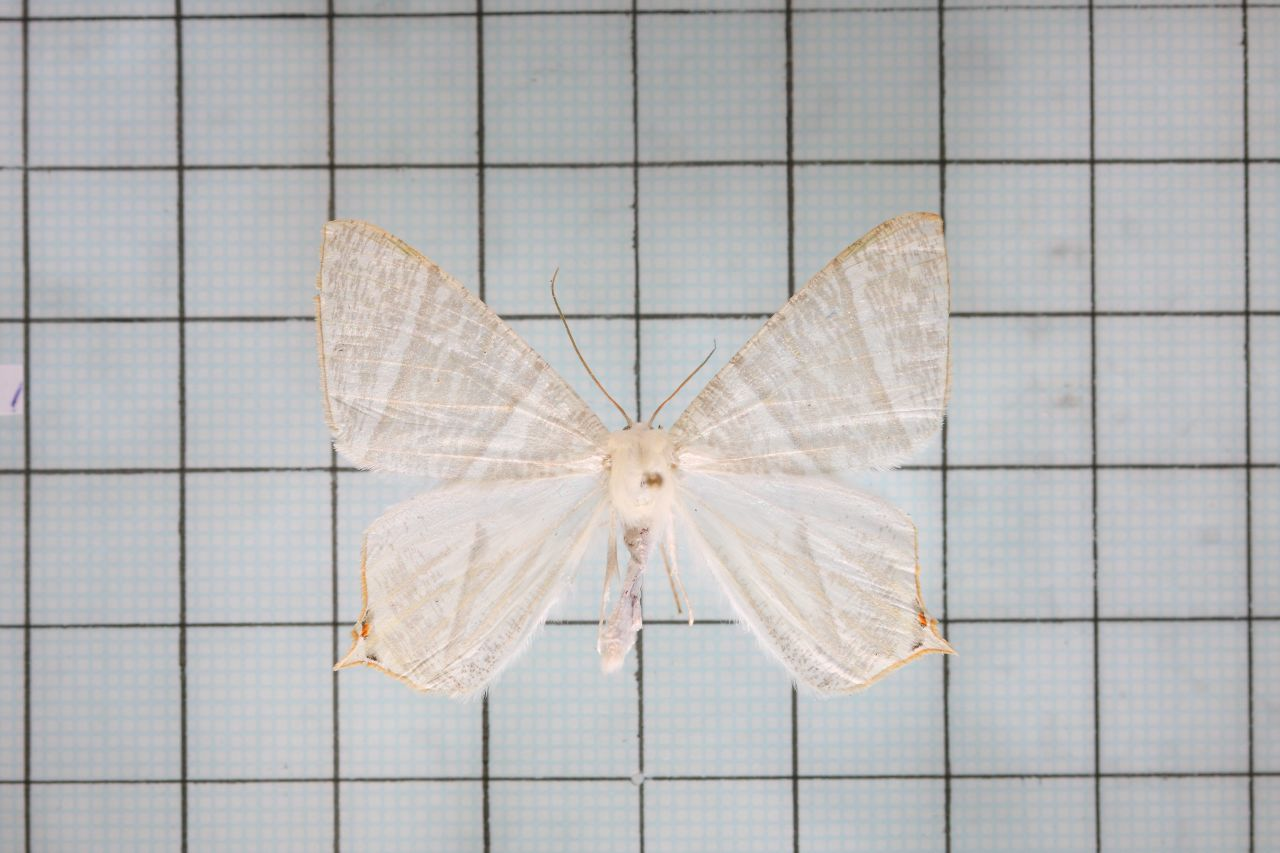
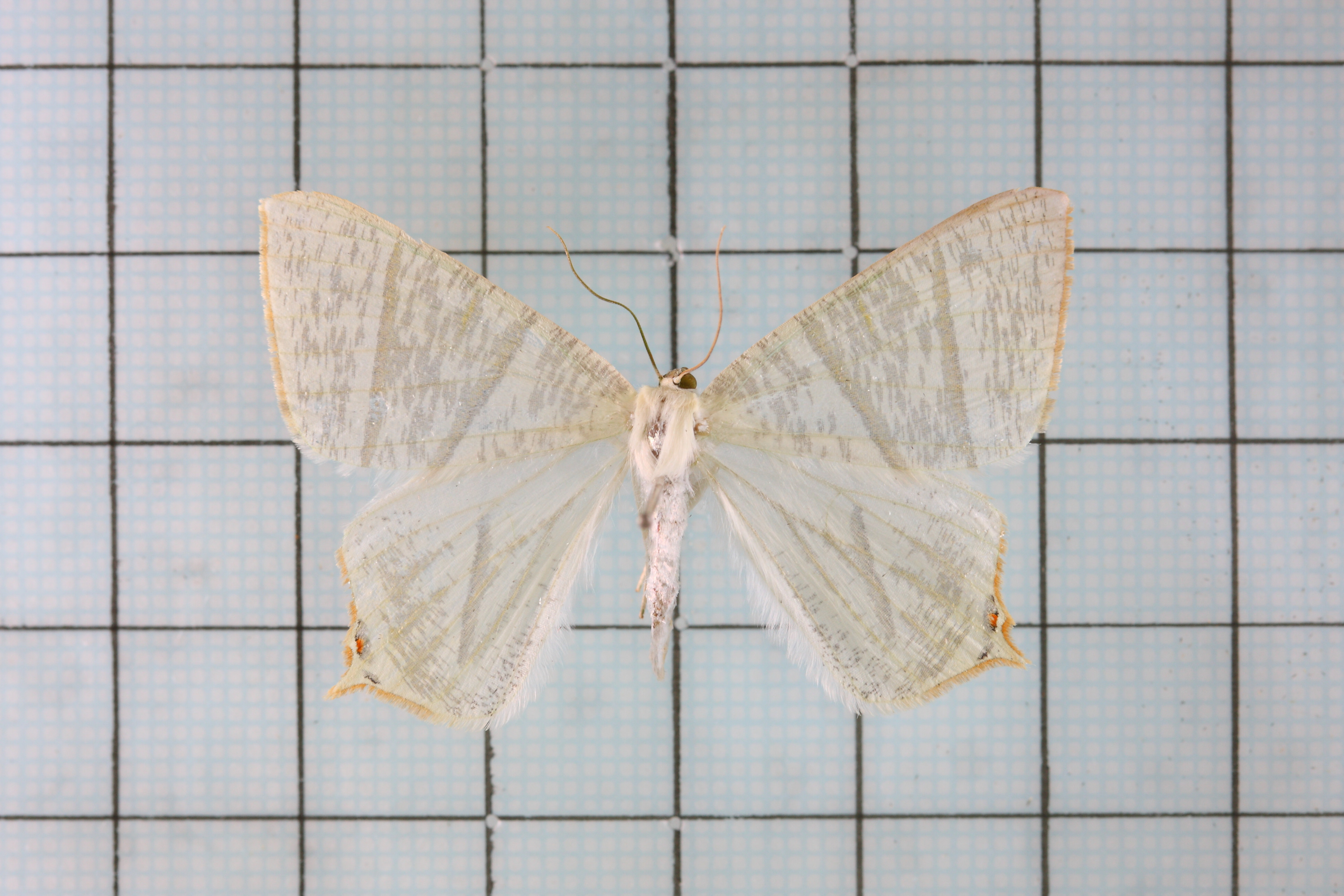